# فهرست شهرداران مشهد
این فهرست، شامل اسامی شهرداران مشهد، از بدو تأسیس شهرداری مشهد تا اکنون می‌باشد.
| ردیف | شهردار                  | مدت                               | توضیح                                     |
| ---- | ----------------------- | --------------------------------- | ----------------------------------------- |
| ۱    | سرتیپ کاشف‌الملک         | از ۱۲۹۷ - ۱۳۰۰                    |                                           |
| ۲    | مشیر همایون شهردار      | از خرداد - بهمن ۱۳۰۰              |                                           |
| ۳    | میرزا احمدخان صلاحی     | مهر ۱۳۰۴                          |                                           |
| ۴    | علی‌اکبرخان سرشار        | از مهر ۱۳۰۴ - خرداد ۱۳۰۵          |                                           |
| ۵    | مصطفی‌خان عون جزایری     | از مرداد ۱۳۰۵ - فروردین ۱۳۰۶      |                                           |
| ۶    | مصطفی خان دفتر          | از فروردین ۱۳۰۶ - شهریور ۱۳۰۶     |                                           |
| ۷    | بدیع‌الله‌خان نبیلی       | از شهریور ۱۳۰۶ - اسفند ۱۳۰۶       |                                           |
| ۸    | میرزاعبدالله صبا        | از اسفند ۱۳۰۶ - فروردین ۱۳۰۷      |                                           |
| ۹    | میرزا رحیم‌خان فاطمی     | از فروردین ۱۳۰۷ - اردیبهشت ۱۳۰۷   |                                           |
| ۱۰   | میرزا علیرضا صبا        | از اردیبهشت ۱۳۰۷ - خرداد ۱۳۰۸     |                                           |
| ۱۱   | احمدخان خجسته           | از فروردین ۱۳۰۹ - تیر ۱۳۰۹        |                                           |
| ۱۲   | محمد خان هادی           | از تیر ۱۳۰۹ - تیر ۱۳۱۱            |                                           |
| ۱۳   | دکتر موسی خان جوان      | از تیر ۱۳۱۱ - تیر ۱۳۱۲            |                                           |
| ۱۴   | میرزا تقی‌خان خواجه نوری | از شهریور ۱۳۱۲ - دی ۱۳۱۲          |                                           |
| ۱۵   | موسی مهام               | از دی ۱۳۱۲ - مهر ۱۳۱۳             |                                           |
| ۱۶   | ابوالقاسم شیخ           | از آذر ۱۳۱۳ - دی ۱۳۱۴             |                                           |
| ۱۷   | حسین عماد ممتاز         | از دی ۱۳۱۴ - خرداد ۱۳۱۵           |                                           |
| ۱۸   | ابراهیم شریفی           | از خرداد ۱۳۱۵ - فروردین ۱۳۱۶      |                                           |
| ۱۹   | محمدعلی روشن            | از اردیبهشت ۱۳۱۶ - آبان ۱۳۱۹      |                                           |
| ۲۰   | شاهرخ نیری              | از آبان ۱۳۱۹ - اسفند ۱۳۲۰         |                                           |
| ۲۱   | نصرت‌الله خواجه نوری     | از اسفند ۱۳۲۰ - آبان ۱۳۲۴         |                                           |
| ۲۲   | عبدالعظیم احمدی         | از آبان ۱۳۲۴ - مرداد ۱۳۲۷         |                                           |
| ۲۳   | سعید مهدوی              | از مرداد ۱۳۲۷ - شهریور ۱۳۲۸       |                                           |
| ۲۴   | اسدالله قهرمان          | از آبان ۱۳۲۸ - دی ۱۳۲۹            |                                           |
| –    | محمدولی اسدی            | از دی ۱۳۲۹ - فروردین ۱۳۳۰         | سرپرست (فرماندار مشهد)                    |
| ۲۵   | عبدالوهاب اقبال         | از فروردین ۱۳۳۰ - دی ۱۳۳۲         |                                           |
| ۲۶   | عبدالوهاب اقبال         | از بهمن ۱۳۳۲ - بهمن ۱۳۳۴          |                                           |
| ۲۷   | اسدالله قهرمان          | از بهمن ۱۳۳۴ - دی ۱۳۳۵            |                                           |
| ۲۸   | محمود روحانی            | از دی ۱۳۳۵ - مرداد ۱۳۳۶           |                                           |
| ۲۹   | سیدمحمد جلایی           | از مرداد ۱۳۳۶ - مرداد ۱۳۳۸        |                                           |
| ۳۰   | علی اشرف پرشکپور        | از شهریور ۱۳۳۸ - آذر ۱۳۳۹         |                                           |
| ۳۱   | رضا سجادی               | از آذر ۱۳۳۹ - بهمن ۱۳۴۰           |                                           |
| ۳۲   | عیسی قائم‌مقام رضوی مشار | از بهمن ۱۳۴۰ - اردیبهشت ۱۳۴۲      |                                           |
| ۳۳   | حبیب‌الله ملک‌زاده آملی   | از اردیبهشت ۱۳۴۲ - مهر ۱۳۴۲       |                                           |
| –    | محمد شعبانزاده          | از مهر ۱۳۴۲ - خرداد ۱۳۴۳          | سرپرست                                    |
| ۳۴   | جواد شهرستانی           | از خرداد ۱۳۴۳ - تیر ۱۳۴۵          |                                           |
| ۳۵   | سیف‌الله رزاقی           | از مرداد ۱۳۴۵ - خرداد ۱۳۴۶        |                                           |
| ۳۶   | محمد بنی‌اعتماد          | از تیر ۱۳۴۶ - خرداد ۱۳۵۰          |                                           |
| ۳۷   | امیرهوشنگ معتمدی        | از تیر ۱۳۵۰ - شهریور ۱۳۵۱         |                                           |
| ۳۸   | مسعود مهدوی             | از شهریور ۱۳۵۱ - آبان ۱۳۵۲        |                                           |
| ۳۹   | محمد رهبر               | از آبان ۱۳۵۲ - خرداد ۱۳۵۴         |                                           |
| –    | بهمن طاهریان            | از خرداد ۱۳۵۴ - شهریور ۱۳۵۴       | سرپرست                                    |
| ۴۰   | رضا سجادی               | از شهریور ۱۳۵۴ - مهر ۱۳۵۵         |                                           |
| ۴۱   | مسعود مهدوی             | از آبان ۱۳۵۵ - فروردین ۱۳۵۶       |                                           |
| ۴۲   | سعید نجف‌پور             | از اردیبهشت ۱۳۵۶ - تیر ۱۳۵۷       |                                           |
| ۴۳   | یوسف چوبک               | از تیر ۱۳۵۷ - اسفند ۱۳۵۷          |                                           |
| ۴۴   | جمشید منصوریان          | از اسفند ۱۳۵۷ - آذر ۱۳۵۸          |                                           |
| ۴۵   | جواد حسینی‌مهر           | از آذر ۱۳۵۸ - اسفند ۱۳۵۹          |                                           |
| ۴۶   | حسین فیضی               | از اسفند ۱۳۵۹ - شهریور ۱۳۶۰       |                                           |
| ۴۷   | اکبر صابری‌فر            | از شهریور ۱۳۶۰ - اسفند ۱۳۶۴       |                                           |
| ۴۸   | محمود حبیبی             | از اسفند ۱۳۶۴ - آذر ۱۳۶۶          |                                           |
| ۴۹   | محمد عصاران دربان       | از آذر ۱۳۶۶ - دی ۱۳۶۸             |                                           |
| ۵۰   | اکبر صابری‌فر            | از دی ۱۳۶۸ - شهریور ۱۳۷۱          |                                           |
| –    | علیرضا هوشنگ‌نژاد        | از شهریور ۱۳۷۱ - آبان ۱۳۷۱        | سرپرست                                    |
| ۵۱   | عباس امیری‌پور           | از آبان ۱۳۷۱ - شهریور ۱۳۷۷        |                                           |
| –    | هادی قمصریان            | از شهریور ۱۳۷۷ - مهر ۱۳۷۷         | سرپرست                                    |
| ۵۲   | محمد وکیلی              | از مهر ۱۳۷۷ - اردیبهشت ۱۳۷۸       |                                           |
| –    | هادی قمصریان            | اردیبهشت ۱۳۷۸                     | سرپرست                                    |
| ۵۳   | احمد نوروزی             | از خرداد ۱۳۷۸ - خرداد ۱۳۸۲        |                                           |
| ۵۴   | سید هاشم بنی‌هاشمی چهارم | از خرداد ۱۳۸۲ - اردیبهشت ۱۳۸۶     |                                           |
| ۵۵   | محمد پژمان              | از اردیبهشت ۱۳۸۶ - شهریور ۱۳۹۲    |                                           |
| –    | ابوالفضل انتظاری        | از شهریور ۱۳۹۲ - مهر ۱۳۹۲         | سرپرست                                    |
| ۵۶   | سید صولت مرتضوی         | از مهر ۱۳۹۲ - ۳۱ مرداد ۱۳۹۶       |                                           |
| –    | محمد آذری               | از ۱ شهریور ۱۳۹۶ - ۲۶ شهریور ۱۳۹۶ | سرپرست                                    |
| ۵۷   | قاسم تقی‌زاده خامسی      | از ۲۶ شهریور ۱۳۹۶ - ۲۶ آبان ۱۳۹۷  |                                           |
| ۵۸   | محمدرضا کلائی           | از ۲۷ آبان ۱۳۹۷ - ۱۳ مرداد ۱۴۰۰   |                                           |
| –    | رضا خواجه نائینی        | از ۱۴ مرداد ۱۴۰۰ - ۱۴ شهریور ۱۴۰۰ | سرپرست                                    |
| ۵۹   | سید عبدالله ارجائی      | از ۱۵ شهریور ۱۴۰۰ - ۲۹ دی ۱۴۰۱    |                                           |
| –    | جواد اصغری              | از ۱ بهمن ۱۴۰۱ - ۲۰ فروردین ۱۴۰۲  | سرپرست                                    |
| ۶۰   | محمدرضا قلندر شریف      | از ۱۸ اردیبهشت ۱۴۰۲ تاکنون        | شهردار منتخب شورای شهر از ۲۱ فروردین ۱۴۰۲ |